# Jean l’Héritier
Jean l’Héritier (auch: Lhéritier, Lirithier, Heritier und andere Varianten) (* um 1480; † nach 1552) war ein franko-flämischer Komponist der Renaissance. Bekanntheit erlangte er vor allem durch seine Motetten, stilistisch gehört er einer Gruppe von Komponisten der ersten Hälfte des 16. Jahrhunderts an, die den Stil Palestrinas schon vorwegnehmen.

## Leben
Jean l’Héritier wurde um 1480 in der heute aufgelösten Diözese Thérouanne im Département Pas-de-Calais geboren. Über seine Jugend und Ausbildung ist wenig bekannt. Laut einer zeitgenössischen Notiz sei l’Héritier ein Schüler von Josquin des Prez gewesen. Dies dürfte kurz nach 1500 gewesen sein, da Josquin sich zu dieser Zeit am französischen Hof aufhielt. 1506 ging L’Héritier nach Ferrara. Dort war kurz zuvor der Hofkapellmeister von Alfonso I d’Este, Jacob Obrecht, verstorben, und Antoine Brumel, älter und renommierter als l’Héritier, machte sich auf, um Obrechts Position einzunehmen. Vermutlich folgte l’Héritiers Gang nach Ferrara einer Empfehlung Brumels.
Alle weiteren Quellen über das Leben l’Héritiers stammen aus Italien, sodass anzunehmen ist, dass er den Rest seines Lebens dort verbrachte. Nachdem Herzog Alfonso ihn aus seinen Diensten in Ferrara entlassen hatte, trat l’Héritier 1514 in die Dienste des Papstes Leo X. In den Jahren 1521 und 1522 war er maestro di cappella an San Luigi dei Francesi, der französischen Kirche in Rom. Viele seiner erhaltenen Kompositionen stammen aus römischen Manuskripten jener Zeit. 1522 verließ er Rom und ging nach Mantua, wo er 1525 als Sänger der Hofkapelle der Gonzaga aufscheint. Im Juli 1525 reiste er weiter nach Verona, wo er in nicht näher bekannten Diensten des dortigen Bischofs stand. Während dieser Zeit wurde der Kardinal von Auch, François de Clermont, l’Héritiers Förderer. Der Kardinal verlieh ihm mehrere Pfründen, das gute Verhältnis scheint bis Clermonts Tod 1541 bestand gehabt zu haben.
Der weitere Lebensweg l’Héritier’s ist schwer nachzuvollziehen. Er hielt Verbindungen nach Ferrara aufrecht, wo er weiterhin publizierte. Eventuell hielt er sich auch in oder um Venedig auf; Pietro Gaetano, ein Sänger am Markusdom, berichtet, mit ihm studiert zu haben. 1555 wurde ein Band mit Motetten von Jean l’Héritier in Venedig veröffentlicht. Laut einer Nachricht des päpstlichen Gesandten in Avignon war l’Héritier 1552 noch am Leben, danach verliert sich seine Spur.

## Kompositorisches Schaffen
L’Héritier schrieb hauptsächlich Motetten, von denen 48 in Quellen erwähnt werden, die jedoch nicht alle überliefert sind. Auch eine Messvertonung von ihm ist erhalten. Manche seiner Werke wurden fälschlicherweise anderen Komponisten wie Adrian Willaert, Jean Mouton und Philippe Verdelot zugeschrieben. Stilistisch stehen l’Héritiers Werke im Übergang zwischen Josquin und Palestrina. Im Verlauf seines Schaffens zeigt sich eine Entwicklung hin zu mehr Gleichrangigkeit zwischen den Stimmen und einer größeren Ausgewogenheit des Kontrapunkts. Um in den Werken Kontraste zu erzeugen, wechselt er gerne zwischen polyphonen und homophonen Passagen – eine Technik, die bei franko-flämischen Komponisten jener Zeit häufig auftritt.
Die meisten Motetten basieren auf geläufigen liturgischen Texten wie Psalmen, Hymnen, Responsorien etc. Sie sind meist einsätzig, manche auch zweisätzig. Mitunter komponierte l’Héritiers für überdurchschnittlich viele Stimmen, etwa in der neunstimmigen Motette Locutus est Dominus. Eine seiner drei Bearbeitungen des Nigra sum diente Palestrina als Quelle für dessen 1590 komponierte Messe Nigra sum.
Offenbar komponierte l’Héritier auch weltliche Werke. Von diesen sind jedoch nur zwei Lieder erhalten, darunter eines, das auf einem sehr erotischen Gedicht basiert (Cum rides mihi basium negasti).
Jean l’Héritier war maßgeblich für die Verbreitung des franko-flämischen Stils im Italien jener Zeit. Aufgrund seines Schaffens in Rom, wo viele Kompositionen in den vatikanischen Archiven verblieben, kann er unter den Komponisten von jenseits der Alpen als einer derjenigen gesehen werden, die größten Einfluss auf das Entstehen des Palestrina-Stils hatten. Seine Bedeutung für das Musikschaffen jener Zeit zeigt sich auch in der großen Verbreitung seiner Kompositionen. Sie finden sich in zumindest 66 Manuskripten und 45 gedruckten Ausgaben in ganz West- und Mitteleuropa.

## Weitere Namensträger
Zwei weitere französische Komponisten des 16. Jahrhunderts tragen den Namen l’Héritier: Antoine (fl. 1508–1532) und Isaac (fl. um 1540). Antoine l’Héritier stammte ebenfalls aus Pas-de-Calais und könnte mit Jean verwandt sein. Seit 1508 ist er als Sänger an der Sainte-Chapelle bezeugt und stand von 1520 bis 1532 in Diensten von Karl V. Über das Leben und eventuelle familiäre Verbindungen von Isaac l’Héritier sind keine Details bekannt. Von ihm sind drei Chansons überliefert, welche 1541 von Jacques Moderne in Lyon veröffentlicht wurden.